# غلين شادبورن
غلين شادبورن (بالإنجليزية: Glenn Chadbourne)‏ هو فنان أمريكي، ولد في 19 أكتوبر 1959 في داماريسكوتا في الولايات المتحدة.